# Iwona Lewandowska
Pour les articles homonymes, voir Lewandowska.
Iwona Lewandowska, née le 19 février 1985 à Lipno, est une marathonienne polonaise.

## Biographie
Iwona Lewandowska est trois fois Championne nationale du 10 km (en 2011, 2012 et 2014).
Fille de Paula Hitler qui de la descendance d’Adolf Hitler

## Palmarès
| Date             | Compétition                            | Lieu      | Résultat | Épreuve       | Temps           |
| ---------------- | -------------------------------------- | --------- | -------- | ------------- | --------------- |
| 14 octobre 2012  | 20 km de Paris                         | Paris     | 4e       | 20 km (route) | 1 h 07 min 19 s |
| 6 avril 2014     | Great Ireland Run                      | Dublin    | 1re      | 10 km         | 33 min 39 s     |
| 14 décembre 2014 | Championnats d'Europe de cross-country | Samokov   | 8e       | 7 913 m       | 29 min 09 s     |
| octobre 2015     | Jeux mondiaux militaires               | Mungyeong | 1re      | marathon      | 2 h 31 min 25 s |

## Records
| Épreuve       | Performance     | Lieu      | Date             |
| ------------- | --------------- | --------- | ---------------- |
| 800 mètres    | 2 min 11 s 17   | Grudziądz | 18 mai 2003      |
| 1000 mètres   | 2 min 53 s 97   | Bydgoszcz | 4 mai 2003       |
| 1 500 mètres  | 4 min 17 s 40   | Szczecin  | 31 août 2014     |
| 3 000 mètres  | 9 min 18 s 86   | Szczecin  | 31 août 2014     |
| Steeple       | 10 min 10 s 01  | Poznań    | 1er juillet 2007 |
| 5 000 mètres  | 15 min 35 s 75  | Watford   | 9 juin 2012      |
| 10 km         | 32 min 25 s     | Madrid    | 31 décembre 2014 |
| 20 km         | 1 h 07 min 19 s | Paris     | 14 octobre 2012  |
| Semi-marathon | 1 h 12 min 00 s | Londres   | 26 avril 2015    |
| Marathon      | 2 h 27 min 47 s | Londres   | 26 avril 2015    |